# Salix serpyllifolia
Espèce

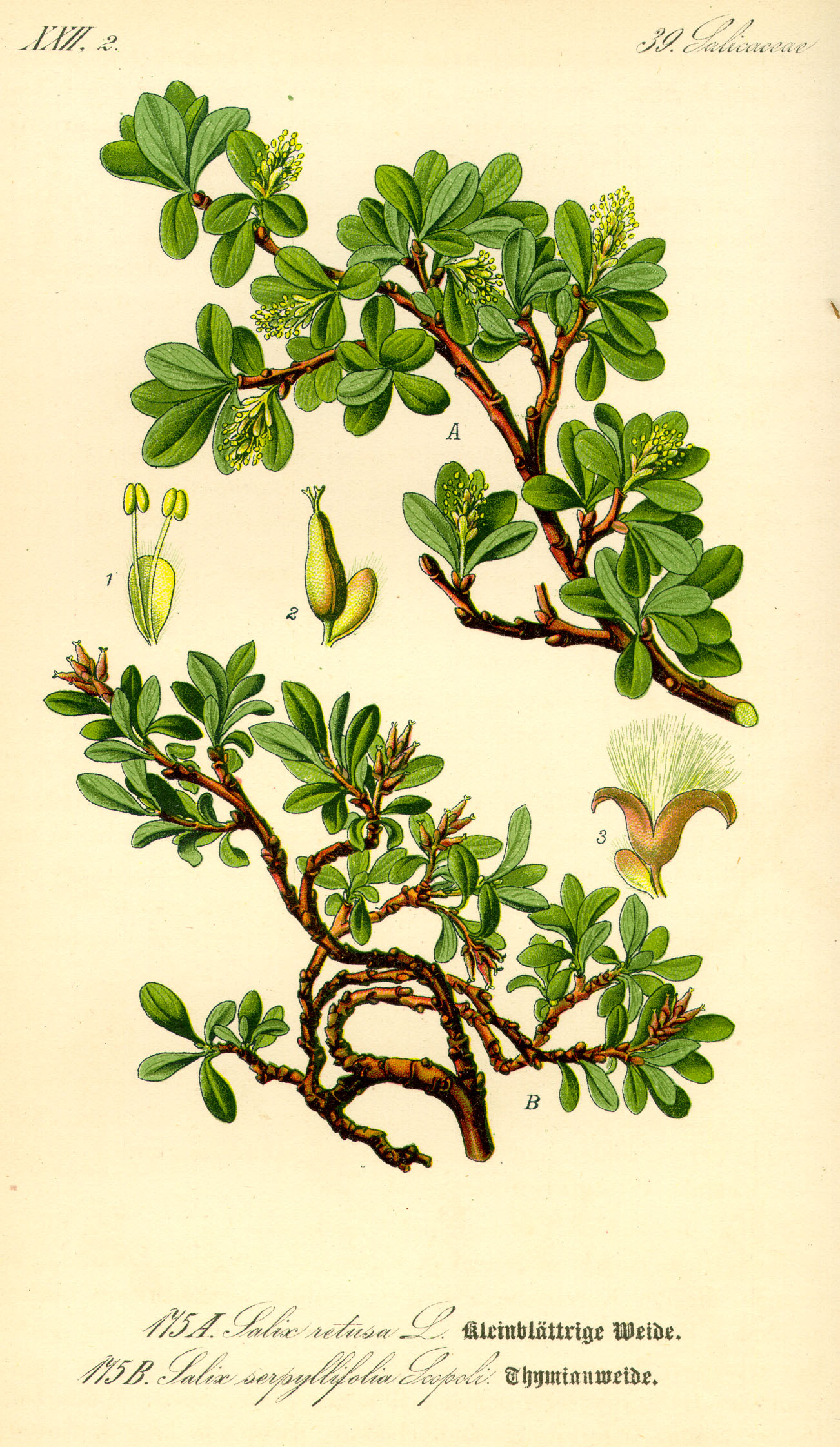
S. serpyllifolia.

Salix serpyllifolia, le Saule à feuilles de serpolet, est une espèce de plantes à fleurs de la famille des Salicaceae. C'est un saule trouvé dans les Alpes. 

## Description
La taille de la plante varie de 5 à 30 cm. Ses feuilles, très petites, sont lisses et rétrécies à la base. Les fleurs sont minuscules, de couleur jaune. La longueur des chatons va de 2 à 7 mm. La floraison a lieu de juin à juillet, à une altitude comprise entre 1 200 et 3 000 mètres.

## Répartition et environnement
Il s'agit d'une plante qui peut être observée en France continentale, en Italie, en Europe centrale et en Slovénie. Elle apprécie les endroits ensoleillés et les sols frais et humides. Elle se développe tant sur des sols de terre que rocailleux. Le saule à feuille de serpolet peut résister à des températures allant jusqu'à -45°C.
C'est un des petits saules d’altitude rencontré dans les Alpes, habitué des conditions extrêmes. Il pousse souvent en compagnie de Salix herbacea, Salix reticulata et Salix retusa.